# Prospondylidae
Prospondylidae zijn een uitgestorven familie van tweekleppigen uit de orde Pectinida.